# Erebia quaterocellata
Erebia quaterocellata är en fjärilsart som beskrevs av Ruggero Verity 1953. Erebia quaterocellata ingår i släktet Erebia och familjen praktfjärilar. Inga underarter finns listade i Catalogue of Life.